# Marco Viscovich
Marco Viscovich (* 20. Juni 2001 in Mestre) ist ein italienischer Beachvolleyballspieler.

## Karriere Beachvolleyball
Viscovich begann 2011 mit dem Beachvolleyball. 2018 begann er mit Gianluca Dal Corso zu spielen, in diesem Jahr wurde er italienischer U18-Meister und italienischer U19-Meister. 2018 erzielte er mit dem fünften Platz auch eine hervorragende Platzierung in der absoluten italienischen Meisterschaft. 2019 wurde er italienischer U19-Meister. 2020 gewann er bei der U20-Europameisterschaft die Bronzemedaille in Brünn. 2021 begann die Partnerschaft mit Alex Ranghieri, und sie traten sowohl national als auch international an. 2021 gewann er eine Gold- und eine Silbermedaille bei der italienischen Meisterschaft. Ende des Jahres 2021 wurde Viscovich mit Dal Corso auf Phuket U21-Vizeweltmeister. 2022 spielte er mit Alex Ranghieri bei der World Beach Pro Tour Challenge auf den Malediven, Dubai 1 und Dubai 2, und wurde bei allen Events Fünfter. 2023 ist Gianluca Dal Corso erneut sein Partner. 